# Thryophilus nicefori
Thryophilus nicefori là một loài chim trong họ Troglodytidae.